# 納瓦茲·謝里夫
米安·穆罕默德·納瓦茲·謝里夫（發音：[miˈãː mʊˈɦəmːəd nəˈʋaːz ʃəˈriːf]，1949年12月25日—），生於巴基斯坦旁遮普省拉合爾，是一名曾三次成為巴基斯坦總理的商人及政治家。
他來自於一個源自克什米爾的知名商人家族，他是家中的長子。父親是伊塔法實業集團（Ittefaq Group of Industries）的老闆米安·穆罕默德·謝里夫（Mian Muhammad Sharif）。他妻子庫爾蘇姆·納瓦茲（Kulsoom Nawaz）是一位著名的職業摔角手「偉大的伽馬」（The Great Gama古蘭·穆罕默德）的外姪女，也是來自於克什米爾。
謝里夫在1990年代先後兩次被選為巴基斯坦總理，兩屆都沒有當滿任期。他最為讓國際間知名的事情則是1998年5月28日為了回應印度的核子試爆而下令展開巴基斯坦核子試爆，還有他在卡吉爾邊境衝突對抗印度的行為，1999年10月12日佩爾韋茲·穆沙拉夫將軍發動軍事政變結束他的執政。
2007年他結束流亡回國，2008年巴基斯坦大選領導穆斯林聯盟成為最大反對黨，2013年巴基斯坦大選，穆斯林聯盟取得壓倒勝利，成為第一大黨，第三度問鼎總理之位。2017年7月28日，巴基斯坦終審法院裁定因巴拿馬文件被調查的謝里夫表現不誠實而不再符合擔任公職的資格。不久之後，總理辦公室宣布他辭任總理。
2018年7月6日，謝里夫因隱瞞在海外擁有巨額資產而被判罪成，和他女兒瑪麗安分別被判囚十年和七年監禁。他和女兒在7月14日從倫敦返回巴基斯坦后被囚禁。
谢里夫不服，提起上诉。2018年9月19日，伊斯兰堡高等法院就谢里夫的上诉举行听证会，允许谢里夫交纳保释金后暂停监禁。12月24日，谢里夫再次以非法向国外转移巨额资产且不能说明其合法来源等为由，被判处7年监禁。法院宣判后，谢里夫被当庭逮捕并入狱。

## 早年
納瓦茲·謝里夫在聖安東尼高中（Saint Anthony's High School）就讀，之後就讀位於拉合爾的統治學院大學，而最後在旁遮普大學拿到法律學位。
納瓦茲·謝里夫也曾經是旁遮普省議員。他在1981年參加了旁遮普省省政府小內閣，擔任財政局長。他讓發展鄉下地區的資金分配比例提高到該省全年發展總金額的70%。他也發行了運動證券以鼓勵該省的體運競賽。

## 政治生涯

### 旁遮普省首席部長
謝里夫在1985年的普選中贏得了壓倒性的勝利，不論是在國會或是省議會。4月9日，他宣誓就職擔任旁遮普省首席部长。1988年5月31日，在穆罕默德·齊亞·哈克將軍解散政府時，他被派任當過渡省長。謝里夫在1988年的普選又再度選上首席部长。在他擔任旁遮普省首席部長任內，他的勢力開始產生大規模的發展。

### 第一任總理
1990年10月的選舉中，謝里夫所屬的穆斯林聯盟等九個政黨組成的政黨聯盟獲得勝選，取代人民黨執政。謝里夫於11月6日首次出任總理，他為右翼保守派提供一個運作平台，成立巴基斯坦穆斯林聯盟 (謝里夫派)並宣稱要終結腐敗的現象。他的任期在1993年4月18日因為巴基斯坦總統吳拉姆·伊沙克·汗依照巴基斯坦憲法第八號修正案）使用賦予他的權力解散國會而中斷，總統任命巴爾赫·謝爾·馬扎里為代總理。在六週內，最高法院駁回總統的提案，使國會重新開議，並讓謝里夫於5月26日復職。在他與指控他貪污的總統長期對立之後，謝里夫於7月18日與總統吳拉姆·伊沙克·汗一起辭職。莫因·庫雷希成為看守內閣，並很快將職位轉交給10月19日再次當選總理的貝娜齊爾·布托。

### 第二任總理
1997年2月，由於絕大多數的民眾直接對貝娜齊爾·布托的巴基斯坦人民黨產生質疑，而使得謝里夫重新掌權。謝里夫贏得計算後全國選票的90%，取得超過三分之二的議席。人民黨對全國選舉的真偽性提出質疑，並且堅持這是有爭議的。新任英國首相布萊爾接受訪問時說他「相信這次選舉是真的」。因此，這次普選結果更加保證謝里夫在巴基斯坦政壇中的地位。
謝里夫在他第二任任期中首先透過修憲加強總理權力，這是由他領導的政黨與國會其他政黨合作發揮。第十三號修正案通過後，總統不能再罷免總理；而第十四號修正案對議會議員嚴格實施黨紀。這允許政黨領導人可以罷免任何一位該黨籍的國會議員，假使他們並沒有按照該黨的指示投票，這樣也造成國會幾乎不可能利用不信任投票來罷免總理。結果這兩項修正案幾乎移除對總理權力的限制，因為實際上並沒有任何合法罷免他的方式。1997年11月28日，由謝里夫的弟弟，也是旁遮普省省長沙赫巴茲·謝里夫與法官拉菲克·塔拉爾所組織的法官群對於對抗他們的最高法院首席大法官薩賈德·阿里·沙阿進行罷免。在這個議題上，首席大法官與已經沒有任何權力去對抗總理的總統法魯克·萊加里一起站出來抗議並辭職。而謝里夫則委任拉菲克·塔拉爾為總統來獎賞他。
謝里夫取消星期五的假期使他與保守宗教右翼體制漸行漸遠，但是卻也沒有拉近他與世俗勢力的距離，該勢力大多支持貝娜齊爾·布托的人民黨，集中在信德省，儘管他在旁遮普省仍有壓倒性支持。即使他頻繁保證與西方繼續合作，這反而降低他在國內右翼保守派的支持度，保守派更計劃在下次大選尋求另一個候選人來對抗佩爾韋茲·穆沙拉夫與貝娜齊爾·布托的世俗派聯盟。
發展方面，納瓦茲·謝里夫完成了南亞最長的高速公路建設，即M2-367公里，連結了拉合爾和伊斯蘭瑪巴德。這條高速公路是在納瓦茲·謝里夫的第一任任期就開始動工，1997年11月通車，總建築費用高達375億巴基斯坦盧比。
謝里夫支持度的高峰是在他領導的政府回應兩週前印度的核子試爆而於1998年5月28日進行核子試爆。然而在試爆過後，支持度開始持續下滑。當政府的穩定度開始受到威脅時，他中止了許多公民的自由權力，罷免人民黨控制的信德省政府，並成立軍事法庭。

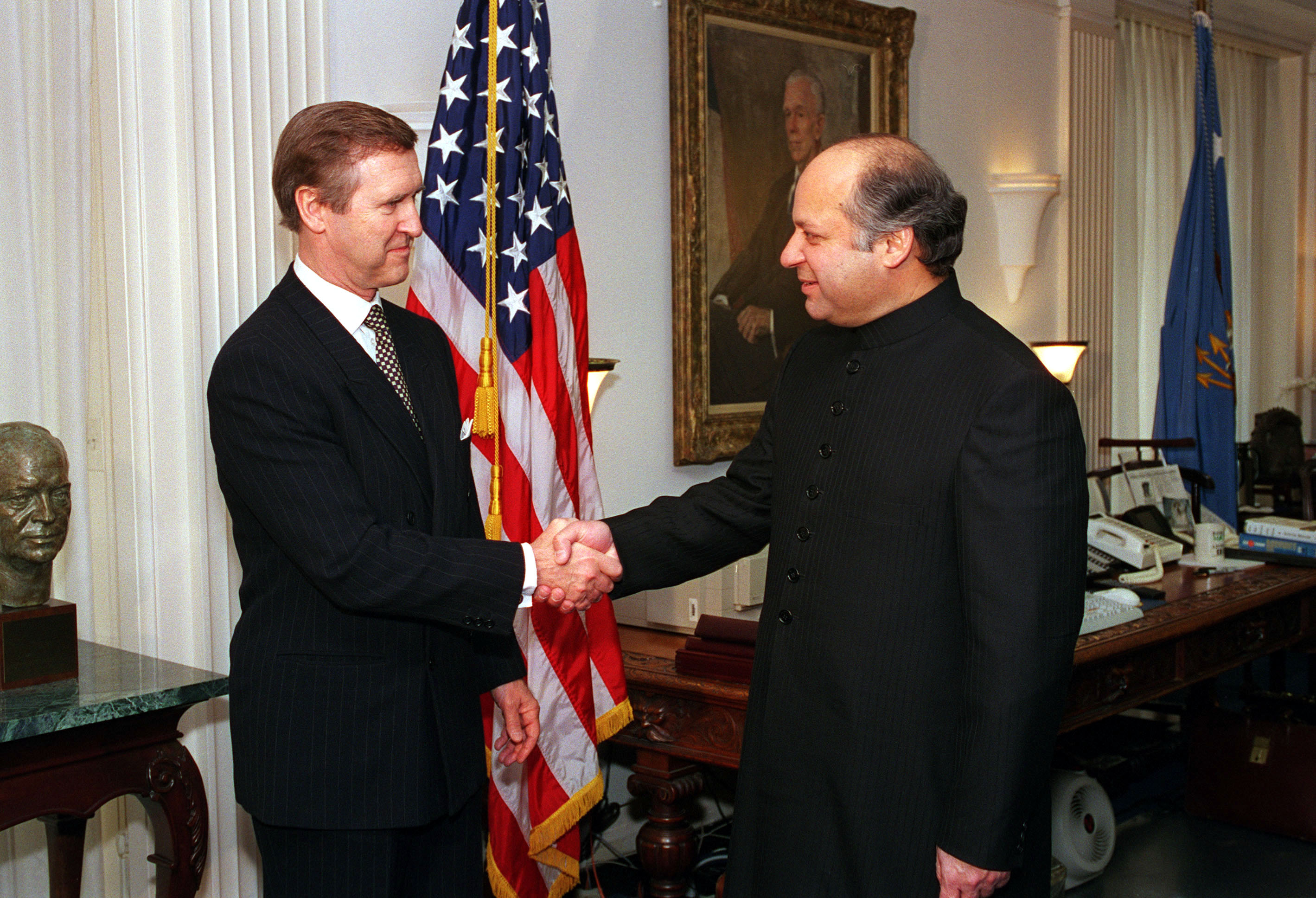
總理納瓦茲·謝里夫在1998年12月3日與美國國防部長威廉·科恩於五角大廈會面

#### 與軍方關係
謝里夫在第一任總理任期中曾與連續三位陸軍參謀長有衝突：與米爾扎·阿斯拉姆·貝格將軍在1991年波斯灣戰爭議題的衝突；與阿西夫·納瓦茲（Asif Nawaz）將軍在信德省「清理行動」（Operation Clean-Up）議題的衝突；與阿卜杜勒·瓦希德·卡卡爾將軍在謝里夫與總統的糾葛上有爭議。
納瓦茲·謝里夫與巴基斯坦總統吳拉姆·伊沙克·汗在卡卡爾的壓力下，被迫於1993年一起辭職。1996年1月，在卡卡爾三年任期的尾聲，傑汗吉爾·卡拉麥特（Jehangir Karamat）將軍被委任成為下一任陸軍參謀長。他的任期到1999年1月9日。然而，在1998年10月，謝里夫又與卡拉麥特將軍起衝突，原因是卡拉麥特將軍提倡「國家安全委員會」成立的必要性，而謝里夫相信這是讓軍方能夠回頭來更加干預巴基斯坦政治的陰謀。在此之前，謝里夫還將海軍參謀長曼蘇爾·烏爾·哈克（Mansoor-ul-Haq）上將解職。
之後納瓦茲大大稱讚傑汗吉爾·卡拉麥特（Jehangir Karamat）是一位紳士。卡拉麥特後來成為穆沙拉夫政府的巴基斯坦駐美大使。他像國家安全委員會的塔里克·阿齊茲等其他知名人士一樣，在前旁遮普省省長（Chief Minister of Punjab）與拉瓦爾品第公司領導人曼苏尔·瓦托猛批哈福賽神學院引起旁遮普省將近1800參與的宗教活動中，有國家安全委員會涉入時，以上所有人都沒有宣稱他個人有參與那項運動。
1998年10月卡拉麥特將軍辭職，謝里夫委任佩爾韋茲·穆沙拉夫將軍為新任陸軍參謀長。傑汗吉爾·卡拉麥特（Jehangir Karamat）將軍被很多人認為是正直的人，會願意妥協並且支持總理的願望。謝里夫後來後悔任命穆沙拉夫擔任陸軍參謀長的職位，因為穆沙拉夫進行了推翻謝里夫政府的政變。
謝里夫派的領袖，哥哥是國防部長的尼薩爾·汗（Nisar Khan）與沙赫巴茲·謝里夫（Shahbaz Sharif）共同安排了穆沙拉夫的任命案。尼薩爾·汗後來被拘留。

#### 巴基斯坦的核子試爆
在這屆任期中，巴基斯坦於1998年5月28日完成成功的核子試爆，以回應印度在大約兩個星期前進行的五次核子試爆。納瓦茲政府說明這些試爆在國家安全的基礎上是相當合理的，因為他們顯示了巴基斯坦對抗印度核武計畫的核子防衛能力。在謝里夫的領導下，巴基斯坦成為第一個有核武的伊斯蘭國家，也是世界第七個有核武的國家。他宣布1998年5月28日為緊急狀態；在日間進行核子試爆。所有基本權利都被禁止，在巴基斯坦銀行的外幣帳戶被凍結，以降低經濟制裁的影響。這個舉動並沒有受到所有儲戶的歡迎，反而更進一步惡化投資者與一般民眾的信心。外匯存底甚至更加地下降。

#### 拉合爾宣言
為使印巴關係正常化，謝里夫在1999年2月施行一項重要的創舉。這個創舉以印度總理阿塔爾·比哈里·瓦杰帕伊於1999年由巴士穿越瓦嘎邊境訪問拉合爾而達到高潮。謝里夫在瓦嘎邊境與他會面，兩位領導人並簽署了聯合公報，即知名的《拉合爾宣言》。《拉合爾宣言》闡明兩國為了實現關係正常化所必須要採取的各項步驟。

#### 卡吉爾邊境衝突與其結果
1999年之後隨之而來的卡吉爾邊境衝突對於納瓦茲·謝里夫來說相當困擾。這是國際性的尷尬場面，而且在巴基斯坦的軍隊在某些喀什米爾好戰份子為後盾下侵犯印度喀什米爾控制區之後，謝里夫受到美國的壓力去撤回軍隊。印度對此反應強烈，並下令印度軍隊驅逐入侵者，這也造成雙方嚴重的傷亡，特別是巴基斯坦。在印度威脅要擴大增強衝突的範圍並進入巴基斯坦喀什米爾控制區之後，納瓦茲·謝里夫在美國總統比爾·克林頓的壓力下，單方面宣布撤回他的軍隊。有些人相信謝里夫必須為開啟這場入侵行為而負責，儘管他宣稱陸軍參謀長佩爾韋茲·穆沙拉夫是這次行動背後的主謀。（後來收集到的情報顯示穆沙拉夫有計畫以卡吉爾事件做為手段，但卻在美國與世界的壓力下被迫單方面撤兵。）在最近的一次訪談中，謝里夫坦承他在卡吉爾邊境衝突事件中讓瓦杰帕伊失望，也很遺憾沒有對穆沙拉夫採取任何的措施。這個軍事上的撤退在巴基斯坦國內並不受到歡迎，謝里夫稍後透露說巴基斯坦有超過4,000人的傷亡。以美國制裁為主因的財政赤字與債息支付的成長導致金融危機。政府勉強地避免國際債務的拖欠。因為國內時常遭遇到停電，謝里夫在1999年年初指揮軍隊去控制巴基斯坦水利電力發展署（WAPDA），這造成不利的影響導致許多當前活耀或是曾經活耀的軍事人員都可以擔任文職機關的首長。這種趨勢一直持續到今天。

#### 曾與奧薩瑪·賓·拉登會面的傳聞
一位曾在1980年代晚期任職於巴基斯坦三軍情報局退休軍官哈立德·哈瓦傑對於巴基斯坦穆斯林聯盟 (謝里夫派)否認其領導人曾和奧薩瑪·賓·拉登會面的言論表示這是謊言。伊斯蘭聯合行動同盟在最近的一次訪談中曾表示，謝里夫曾多次面見賓·拉登，後者提供他金錢在1990年時推翻當時的巴基斯坦人民黨政府。

#### 對於古蘭經中伊斯蘭社會的建議
在谢里夫第二次出任总理期间，该党曾力推修宪，要使伊斯兰教法成为巴基斯坦的最高法律。

#### 軍事政變
當民眾與媒體公開推測軍事接管的可能性時，納瓦茲變的越來越不安。1999年10月12日，他解除穆沙拉夫陸軍參謀長的職務。正在國外的穆沙拉夫搭乘一班商務客機返回巴基斯坦。謝里夫下令封鎖卡拉奇機場以防止客機的降落，並令客機降落在訥瓦布沙阿機場，但是穆沙拉夫聯絡了軍隊高層的將軍們，由他們接管了國家並且推翻了謝里夫的行政機關。穆沙拉夫對政府進行掌控。1999年巴基斯坦政變後，傀儡最高法院依據政變必要性的基礎下，確認政變的合法性。在解任了總統、首席大法官、陸軍參謀長與海軍參謀長之後，納瓦茲·謝里夫第二任任期也在此結束，為他在1990年代的管治劃上句號。
2000年，納瓦茲被送進監獄，由巴基斯坦反恐法庭審理，他以劫持脅迫的罪名被判處終身監禁。軍政府同意他以流亡沙烏地阿拉伯來作交換。他的家人與他一起離開。他妻子與他政黨的資深成員和巴基斯坦人民黨組成一個反軍政府聯盟，即使巴基斯坦人民黨過去是對於巴基斯坦穆斯林聯盟謝里夫派最大的反對黨。納瓦茲與巴基斯坦人民黨只能提供對於穆沙拉夫總統的政府象徵性的抵抗。工作都被侷限於透過新聞媒體發表批評。

### 控訴
謝里夫政府被佩爾韋茲·穆沙拉夫將軍的辦公室免職，穆沙拉夫後來宣布自己是巴基斯坦國家安全委員會的首席執行官（Chief Executive），他並沒有立即辭退當時的總統穆罕默德·拉菲克·塔拉爾。在謝里夫為了要解除佩爾韋茲·穆沙拉夫巴基斯坦陸軍參謀長的職位而阻擋他的飛機降落在卡拉奇之後，謝里夫因為劫持脅迫與恐怖主義的失職罪名被宣告有罪。在佩爾韋茲·穆沙拉夫宣布的「臨時憲法令」（Provisional Constitutional Order）下宣誓成立的巴基斯坦最高法院宣告對穆沙拉夫的免職令是違憲的，因為巴基斯坦陸軍參謀長的職位是由憲法的任命，不能在沒有正當程序之下被免職。2001年穆沙拉夫強迫塔拉爾提前辭職，自任總統。
在「臨時憲法令」（Provisional Constitutional Order）下宣誓成立的巴基斯坦最高法院支持軍隊的立場，判決納瓦茲·謝里夫失去21年內擔任公職的資格，禁止他參與巴基斯坦的政治，並且罰款兩千萬巴基斯坦盧比。沙烏地阿拉伯王室為謝里夫的服刑進行調停與辯解交易，他被允許流亡到沙烏地阿拉伯王國。

### 結束流亡返回巴基斯坦
2007年9月7日在拉合爾的聽証會後，法官沙博·海珊·查塔（Shabbir Hussain Chatha）下令警方逮捕納瓦茲·謝里夫的弟弟沙赫巴茲·謝里夫（Shahbaz Sharif）。法院裁定「不管沙赫巴茲·謝里夫降落在哪一個機場都應該被逮捕」。在納瓦茲·謝里夫兄弟決定要在2007年9月10日從流亡中回歸巴基斯坦以挑戰佩爾韋茲·穆沙拉夫總統的8年軍事統治時，納瓦茲·謝里夫也面臨會被拘留的問題。
2007年9月10日，納瓦茲·謝里夫從倫敦搭乘巴基斯坦航空班機抵達伊斯蘭瑪巴德，但是被阻止離開飛機，因為伊斯蘭瑪巴德國際機場的有關當局希望護送他進入入境貴賓室。其他飛機上的乘客允許下飛機，當局開始與謝里夫協商，因為他與他少數的支持者不願意被護送，而希望自己下飛機。
謝里夫最後同意被帶出飛機，並且被帶到入境貴賓室，國家監察局局長因為對他貪污腐敗的指控而接近他，並且簽署了逮捕令。在此之後，就有新聞說納瓦茲·謝里夫已經被送上另一班飛機流放回沙烏地阿拉伯。一位高層安全人員告訴法新社說，「他已經被送回去了」，而當地的電視台撥出一班搭載被驅逐的謝里夫的巴基斯坦航空班機從伊斯蘭瑪巴德國際機場起飛。
2007年9月10日，納瓦茲·謝里夫降落在吉達國際機場，並且由沙烏地情報部門首長米格雷·本·阿卜杜勒·阿齊茲（Miqren bin Abdul Aziz）王子在場迎接。巴基斯坦宗教事務與宗教稅收部部長（Federal Minister for Religious Affairs and Minorities）穆罕默德·伊賈茲·烏爾·哈克（Muhammad Ijaz-ul-Haq）說：「他不只讓巴基斯坦蒙羞，也因為破壞協定讓沙烏地阿拉伯的領導蒙羞...」。歐盟要求巴基斯坦政府要尊重法院的決定，謝里夫應該有在巴基斯坦法院裡為自己辯護的機會。華盛頓方面，白宮的蕭恩·麥克科爾馬克（Sean McCormack）表示，這個驅逐行動是「國內事務」，但是也表示選舉應該是「自由且公正」的，表示對佩爾韋茲·穆沙拉夫行為的溫和反對。美國組織人權觀察則指責巴基斯坦政府違反國際法。謝里夫的巴基斯坦穆斯林聯盟譴責這個違背由巴基斯坦最高法院所作出的判決的卑鄙驅逐行動。謝里夫的弟弟沙赫巴茲·謝里夫（Shahbaz Sharif）則在最後一分鐘改變了回國的計畫。
謝里夫爭取旁遮普省拉合爾即將到來的2008年巴基斯坦國會選舉機會，但當時被禁止參政。

### 2008年選舉
2007年11月25日，納瓦茲·謝里夫再次嘗試要從流放中返國。早些時候，他的數百名支持者遭到拘留，其中也包括他的政黨的一些領導人。他與弟弟沙赫巴茲·謝里夫）和其他家人搭上從聖地麥地那出發前往拉合爾的特別班機。
到達拉合爾時，謝里夫受到廣大支持者的迎接。奇怪的是，謝里夫看起來像是有了一頭全新的頭髮。2007年11月26日，納瓦茲·謝里夫報名參加議會選舉。他在拉合爾繳交他的文件，報名參選兩個議會席位。
2007年12月2日，有消息表示，謝里夫將會晤前巴基斯坦總理貝娜齊爾·布托，討論抵制2008年1月8日選舉的可能性。謝里夫曾表示，除非那些因緊急命令而被解職的法官復職，否則他的政黨巴基斯坦穆斯林聯盟將不會參加大選。
2007年12月3日，巴基斯坦選舉委員會禁止謝里夫參加1月8日的選舉。有競爭的候選人向委員會控訴，並援引謝里夫的刑事指控案件。委員會贊成這樣的控訴。謝里夫在12月7日之前可對此禁令提出上訴。一位選舉委員拉嘉·卡馬魯扎曼（Raja Qamaruzaman）告訴拉合爾報社記者說，納瓦茲的提名文件被退回的原因是因為他的信念。在他的對手貝娜齊爾·布托的類似案件中，總統佩爾韋茲·穆沙拉夫在年初已經簽署一件法律修正案，赦免對布托的所有指控。然而，這項赦免案並不能給予謝里夫赦免的機會，因為他曾因1999年試圖阻擋載了穆沙拉夫、穆罕默德米安·蘇姆羅與滿是普通乘客的巴基斯坦航空班機在卡拉奇降落而以脅迫飛機與恐怖主義的罪名判了10年徒刑。
12月6日，謝里夫試著要與前大法官提哈爾·喬杜里（Iftikhar Chaudhry）會面，但是被警察阻止了。喬杜里在拒絕宣誓與總統佩爾韋茲·穆沙拉夫站在同一陣線之後就被強迫離職，當局也禁止他離開他的房子。謝里夫告訴群眾說，他必須要支持這些法官，並且在他們復職以前都不會退縮。與前巴基斯坦總理貝娜齊爾·布托會面之後，這兩個過去對立的政黨現在正在一個溝通的進程上，他們將這叫做「需求特准」的情況，如果他們要參加1月8日的選舉，他們希望可以勝選。謝里夫希望法官們能選舉前復職可以當做兩黨的共同政見。然而，貝娜齊爾·布托宣稱這是選後國會才應該來處理的問題。

#### 貝娜齊爾·布托遇刺事件
2007年12月27日其長年政治對手，貝娜齊爾·布托遭刺殺身亡，他強烈譴責，向醫院外民眾誓言：「從今開始，我們繼承你（貝娜齊爾）的使命。我會為你的死亡復仇……我會向統治者報復。」

### 反對黨領袖
2008年巴基斯坦國會選舉後，他領導的巴基斯坦穆斯林聯盟 (謝里夫派)取得91席，成為議會第二大黨，之後他與巴基斯坦人民黨合作，強迫穆沙拉夫下台，之後穆斯林聯盟成為最大反對黨，而謝里夫則成為反對黨領袖。

### 第三任總理

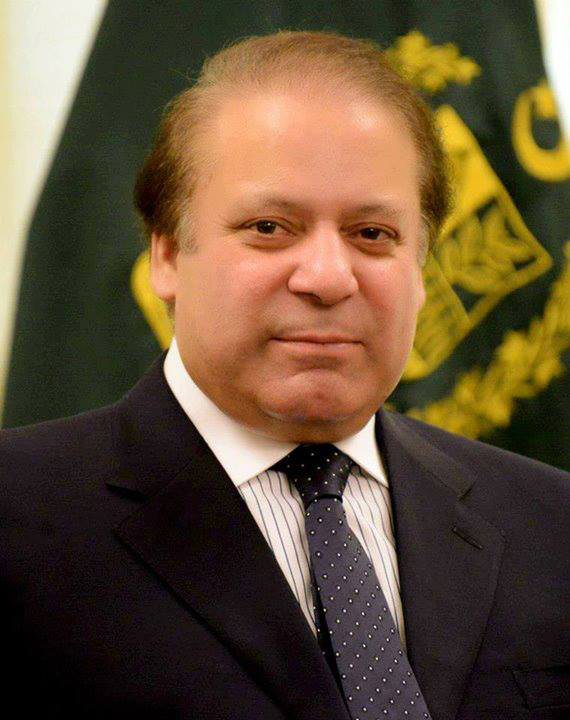
總理官方肖象

2013年巴基斯坦國會選舉後，他領導的巴基斯坦穆斯林聯盟 (謝里夫派)取得126席，成為議會第一大黨，取得壓倒性勝利。这是一次非同寻常的选举，因为它标志着巴国能够通过公正、透明的选举，由上一届民选政府和平地把权力移交给下一届民选政府。这在巴国历史上是第一次。拉拢几个无党派独立议员或小党盟友便可顺利组阁。
2017年7月28日因涉贪腐案被巴基斯坦最高法院宣布取消谢里夫巴基斯坦总理职务。。

## 外部連結
- 納瓦茲·謝里夫在名人資料庫（NNDB）
- （英文）巴基斯坦穆斯林聯盟謝里夫派
- （英文）觀看納瓦茲·謝里夫近期的影像與訪談
- （英文）巴基斯坦穆斯林聯盟謝里夫派網站
- （英文）納瓦茲·謝里夫個人檔案
- （英文）納瓦茲·謝里夫成為總理
- （英文）納瓦茲·謝里夫的BBC個人檔案 （页面存档备份，存于）
- （乌尔都文）納瓦茲·謝里夫的生涯故事 （页面存档备份，存于）
- （英文） https://www.webcitation.org/query?id=1256549023149145&url=www.geocities.com/pmlnpirmahal
- （英文） http://www.geocities.com/pmlnuk%5B%5D

| 官衔                                                     | 官衔                                             | 官衔                                                                         |
| -------------------------------------------------------- | ------------------------------------------------ | ---------------------------------------------------------------------------- |
| 前任： 吳拉姆·穆斯塔法·賈托伊                            | 巴基斯坦總理 第一任 1990年11月6日─1993年4月18日  | 繼任： 巴爾赫·謝爾·馬扎里 （Balakh Sher Mazari）（代理）                     |
| 前任： 巴爾赫·謝爾·馬扎里 （Balakh Sher Mazari）（代理） | 巴基斯坦總理 復職 1993年5月26日─1993年7月18日    | 繼任： 莫因·庫雷希 （代理）                                                  |
| 前任： 馬利克·米拉吉·哈立德 （代理）                     | 巴基斯坦總理 第二任 1997年2月17日─1999年10月12日 | 繼任： 佩爾韋茲·穆沙拉夫將軍 （國家安全委員會主席） 接著是扎法魯拉·汗·賈邁利 |
| 前任： Nawab Sadiq Hussain Qureshi                       | 旁遮普省首席部长 1985年4月9日─1990年8月6日       | 繼任： Ghulam Haider Wyne                                                    |
| 政党职务                                                 |                                                  |                                                                              |
| 前任： 無                                                | 巴基斯坦穆斯林聯盟謝里夫派主席 1993年─2002年     | 繼任： 夏巴茲·謝里夫                                                         |
| 前任： 夏巴茲·謝里夫                                     | 巴基斯坦穆斯林聯盟謝里夫派主席 復任 2006年─      | 繼任： 現任                                                                  |